# Püttlingen
Püttlingen est une ville de Sarre (Allemagne) située dans la communauté régionale de Sarrebruck.

## Toponymie
En français : Puttelange-lès-Sarrelouis & Pettelange-Créange (1802), Puttelange et Sarrelibre (1802).
En sarrois : Piddlinge.

## Histoire
| Appartenances historiques Principauté épiscopale de Metz 1075-1552 Royaume de France 1552-1766 Nassau-Sarrebruck 1766-1793 République française (Moselle) 1793-1804 Empire français (Moselle) 1804-1813 Royaume de Prusse (Grand-duché du Bas-Rhin) 1815-1822 Royaume de Prusse (Province de Rhénanie) 1822-1918 République de Weimar 1918-1920 Territoire du bassin de la Sarre 1920-1935 Reich allemand 1935-1945 Allemagne occupée 1945-1947 Protectorat de Sarre 1947-1956 Allemagne 1956-présent |

Cette localité appartenait en 1789 au prince de Nassau-Sarrebruck, cédée par la France en 1766. Püttlingen appartenait auparavant à la province des Trois-Évêchés et au bailliage seigneurial de Vic. Réuni de nouveau à la France par un décret de la convention nationale du 14 février 1793. Et enfin cédé par la France à la Prusse dans le cadre du traité du 20 novembre 1815.

## Jumelage
Püttlingen est jumelée avec la ville française de Saint-Michel-sur-Orge.

## Personnalités liées
- Hugolinus Dörr (1895-1940), né à Sellerbach (Püttlingen), prêtre catholique, missionnaire, opposant au nazisme, tué en 1940 par les nazis[3].
- José Clemente Mauer (1900-1990), missionnaire allemand en Bolivie, archevêque de Sucre, créé cardinal en 1967.
- Georges Speicher (1907-1978), né à Paris, vainqueur du Tour de France 1933, champion du monde de cyclisme 1933, et trois fois champion de France, a ses origines paternelles à Püttlingen, jusque vers 1840 où sont nés ses arrière-grands-parents.
- Annegret Kramp-Karrenbauer (*1962), femme politique